# جان بیدول
جان بیدول (John Bidwell) (زادهٔ ۵ اوت ۱۸۱۹ - درگذشتهٔ ۴ آوریل ۱۹۰۰) که در اسپانیایی بنام دون خوان بیدول (Don Juan Bidwell) معروف است، پیشگام، سیاستمدار و سرباز کالیفرنیایی بود. بیدول به‌عنوان بنیان‌گذار شهر چیکو، کالیفرنیا شناخته می‌شود.
او که متولد شهر نیویورک بود، در سن ۲۲ سالگی به‌عنوان بخشی از حزب بارتلسون-بیدول، یکی از اولین هیئت‌های مهاجران آمریکایی در امتداد مسیر کالیفرنیا، به آلتا کالیفرنیا (در آن زمان بخشی از مکزیک بود) مهاجرت نمود. در کالیفرنیا، او یک شهروند مکزیکی و یک مالک‌زمین والا، با دریافت‌نمودن کمک‌های مالی متعددی از فرمانداران آلتا کالیفرنیا، گردید. پس از فتح کالیفرنیا توسط ایالت‌های متحده، بیدول در سنای کالیفرنیا و سپس در مجلس نمایندگان ایالات متحده خدمت نمود.

## زندگی‌نامه
بیدول در سال ۱۸۱۹ در شهرستان چاتاکوآ، نیویورک متولد گردید. اجداد بیدول در دوران استعمار به آمریکای شمالی مهاجرت نمودند. خانوادهٔ او در سال ۱۸۲۹ به ایری، پنسیلوانیا و سپس در سال ۱۸۳۱ به شهرستان آشتابولا، اوهایو نقل‌مکان نمود. در سن ۱۷ سالگی، او در آکادمی کینگزویل شرکت کرد و مدت کوتاهی پس ازآن مدیر آن گردید.
بیدول در سال ۱۸۴۱، در سن ۲۲ سالگی، یکی از اولین مهاجران در مسیر کالیفرنیا بود. جان ساتر بیدول را به‌عنوان مدیر تجاری خود برای مدت کوتاهی پس از رسیدن مرد جوان به کالیفرنیا، استخدام نمود. در اکتبر، سال ۱۸۴۴، بیدول با ساتر به مونتری رفت، جایی‌که هر دو از شورش رهبر خوزه کاسترو و فرماندار سابق خوان باوتیستا آلوارادو خبر یافتند. در سال ۱۸۴۵، بیدول و ساتر به فرماندار مانوئل میکلتورنا و گروهی از آمریکایی‌ها و هندی‌ها برای مبارزه با شورشیان یکجا شدند و آنها را تا کاهوئنگا تعقیب نمودند. مایکلتورنا، ساتر و بیدول زندانی شدند و دو نفر اخیر مدت کوتاهی پس از آن آزاد گردیدند.
به‌محض آزادی، بیدول از طریق درهٔ Placerita به‌سمت شمال رفت، عملیات معدن را دید و مصمم شد تا در مسیر خود به‌سمت قلعهٔ ساتر به‌دنبال طلا بگردد، جایی‌که با جیمز دبلیو مارشال ملاقات نمود. مدت کوتاهی پس از کشف طلا توسط مارشال در آسیاب ساتر، بیدول همچنین طلا را در رودخانهٔ Feather کشف کرد و مطالبهٔ پُر حاصلی را در نوار بیدول Bidwell Bar قبل از هجوم طلای کالیفرنیا ایجاد نمود. بیدول پس از اخذ تابعیت مکزیکی در سال ۱۸۴۴، امتیاز زمین چهار لیگ مربعی رانچو لوس اولپینوس را دریافت نمود و امتیاز دو لیگ مربع‌ای رانچو کولوس را در رودخانهٔ ساکرامنتو در سال ۱۸۴۵ دریافت نمود. او بعداً امتیاز دوم را فروخت و رانچو آرویو چیکو Rancho Arroyo Chico در چیکو کریک را برای ایجاد مرتع احشام و مزرعه خریداری نمود.
بیدول رتبهٔ سرگرد را در حین مبارزه در جنگ میان مکزیک و آمریکا به‌دست‌آورد. او در سال ۱۸۴۹ به‌عضویت سنای کالیفرنیا منتخب گردید. او انجام سرشماری فدرال کالیفرنیا را در سال‌های ۱۸۵۰ و ۱۸۶۰، تحت نظارت ملی توسط جوزف سی.جی. کندی نظارت کرد. بیدول به‌عنوان نماینده در کنوانسیون ملی سال ۱۸۶۰ حزب دموکرات ایالت‌های متحده خدمت کرد. او به‌عنوان سرتیپ شبه‌نظامیان کالیفرنیا در سال ۱۸۶۳ منصوب شد. پس از تغییردادن احزاب، او نمایندهٔ کنوانسیون ملی حزب جمهوری‌خواه در سال ۱۸۶۴ بود. در آن سال او به مجلس نمایندگان ایالات متحده انتخاب شد و از سال ۱۸۶۵ تا ۱۸۶۷ به‌عنوان نمایندهٔ جمهوری‌خواه در کالیفرنیا خدمت نمود.
در سال ۱۸۶۵، ژنرال بیدول حمایت از درخواست مهاجران را در رد بلوف، کالیفرنیا برای محافظت از مسیر رد بلوف به معدن اوویهی در آیداهو نمود. ارتش ایالات متحده برای این منظور هفت قلعه را راه اندازی نمودند. یکی از مکان‌ها نزدیک گذرگاه فاندانگو در پایهٔ کوه‌های وارنر، در انتهای شمالی درهٔ سورپرایز بود. در ۱۰ ژوئن، سال ۱۸۶۵، دستور داده شد تا آنچه به‌نام قلعهٔ بیدول یاد می‌شد، در آنجا ساخته شود. این قلعه در میان تشدید درگیری با سرخ‌پوستان مار در شرق اورگان و جنوب آیداهو ساخته شد. این پایگاهی بود که برای عملیات ارتش ایالات متحده در جنگ مارها که تا سال ۱۸۶۸ ادامه داشت و همچنین جنگ اخیر Modoc. اگرچه ترافیک در مسیر رد بلوف کاهش یافت، هنگامی‌که راه‌آهن مرکزی اقیانوس آرام به نوادا در سال ۱۸۶۸ گسترش یافت، ارتش تا سال ۱۸۹۰ برای سرکوب قیام‌ها و ناآرامی‌های مختلف در فورت بیدول کارمند بودند. یک قطعه زمین اختصاصی Paiute و یک جامعهٔ کوچک، نام فورت بیدول را حفظ کرده‌است.
در سال ۱۸۶۸، بیدول حدوداً ۴۹ ساله بود که با آنی کندی که سال‌ها از او دادگاهی کرده بود، ازدواج نمود. او ۲۰ سال جوانتر و دختر جوزف سی.جی. کندی بود. پدر او دارندهٔ اهمیت خاص اجتماعی، یک مقام عالی رتبهٔ واشینگتن بود که بر ادارهٔ سرشماری ایالت‌های متحده نظارت می‌نمود. بیدول در جریان کار روی سرشماری کالیفرنیا با او ملاقات نموده بود. کندی ارشد در حزب ویگ ایالت‌های متحده فعال بود. آنی کندی عمیقاً مذهبی بود، به کلیسای پروتستان پیوست و به‌تعدادی از اهداف اخلاقی و اجتماعی متعهد بود. کندی بیدول در جنبش‌های حق رأی و ممنوعیت بسیار فعال بودند.
این زوج در ۱۶ آوریل، سال ۱۸۶۸ در واشینگتن دی.سی. با موجودیت رئیس‌جمهور اندرو جانسون و رئیس‌جمهور آینده اولیس اس. گرانت در میان مهمانان، ازدواج کردند. پس از بازگشت بیدول با او به چیکو، خانواده بیدول‌ها از عمارت خود به‌طور گسترده برای سرگرمی دوستان و مهمانان رسمی استفاده نمودند. در میان ایشان از جمله رئیس‌جمهور رادرفورد بی. هایس، ژنرال ویلیام تی. شرمن، سوزان بی. آنتونی، فرانسیس ویلارد، فرماندار لیلاند استنفورد، جان مویر، جوزف دالتون هوکر و آسا گری بودند.
بیدول در سال ۱۸۷۵ برای فرمانداری کالیفرنیا با بلیت حزب ضد انحصار نامزد گردید. به‌عنوان یک مدافع قوی جنبش اعتدال، او نامزد ممنوعیت برای فرمانداری در سال ۱۸۸۰ بود و ریاست کنوانسیون ایالتی حزب ممنوعیت را در سال ۱۸۸۸ بر عهده داشت. در انتخابات ریاست جمهوری سال ۱۸۹۲، بیدول نامزد حزب ممنوعیت بود. بلیت Bidwell/Cranfill در جایگاهی چهارم در سراسر کشور، با ۲۷۱٬۰۵۸ رأی یا ۲٫۳ درصد، قرار گرفت. این بیشترین رأی کلی و بالاترین درصد رأی دریافت شده توسط هر بلیت ملی حزب ممنوعیت بود.
زندگی‌نامهٔ جان بیدول، پژواک‌های گذشته، در سال ۱۹۰۰ به‌نشر رسید. مقاله‌های خانوادهٔ بیدول در کتابخانهٔ بنکرافت نگهداری می‌شوند. در همان سال، بیدول در ۴ آوریل در سن ۸۰ سالگی به مرگ طبیعی درگذشت.
هنرپیشه هوارد نگلی (۱۸۹۸–۱۹۸۳) نقش بیدول را در قسمت ۱۹۵۳، «بانویی با چتر ابریشم آبی» در مجموعهٔ تلویزیونی آنتولوژی، روزهای درهٔ مرگ، به میزبانی استنلی اندروز، بازی کرد. در خط داستانی، هلن کرازبی (پرونده کاتلین) اسناد رسمی ایالت کالیفرنیا را در چتر خود حمل می‌کند تا از آنها در برابر افراد لوطی‌که می‌خواهند اسناد را از بین ببرند، محافظت نماید. ریک والین نقش ستوان باب هستینگز را بازی نموده‌است.

## بیعت ائتلافی
بیدول برای مدتی فراماسون بود اما گروه را ترک کرد. او در نامهٔ در ۱۷ اکتبر، سال ۱۸۶۷ به آنی کندی که از او دادگاهی می‌کرد، گفت که وفاداری به ائتلاف «بی‌معنی» بود. امضاء او در کتاب آیین نامهٔ Chico-Leland Stanford، شعبهٔ شماره ۱۱۱، در چیکو، کالیفرنیا آمده‌است.